# Dag Mattsson
Dag Edvin Bror Mattsson, född 15 april 1957, är en svensk jurist. Han är justitieråd i Högsta domstolen sedan 2012.
Dag Mattsson avlade juristexamen vid Lunds universitet 1985. Han tjänstgjorde sedan som tingsnotarie vid Landskrona tingsrätt 1986–1988. Han utnämndes 1989 till fiskal i Hovrätten över Skåne och Blekinge och blev assessor där 1992. Han arbetade som rättssakkunnig i Justitiedepartementet 1992–1995, kansliråd 1995–1997, departementsråd och chef för enheten för familjerätt och allmän förmögenhetsrätt 1997–2008 och rättschef 2008–2012. Mattsson utnämndes 2012 till justitieråd i Högsta domstolen.